# Epistreptus iheringii
Epistreptus iheringii är en mångfotingart som först beskrevs av Henri W. Brölemann 1902.  Epistreptus iheringii ingår i släktet Epistreptus och familjen Spirostreptidae. Inga underarter finns listade i Catalogue of Life.